# Strada statale 350 di Folgaria e Val d'Astico
La strada statale 350 di Folgaria e Val d'Astico (SS 350), in Veneto strada provinciale 350 Valdastico (SP 350) o semplicemente Valdastico , è una strada statale e provinciale italiana che unisce i paesi di Calliano e Schio.

## Percorso
La strada ha origine a Calliano distaccandosi dalla strada statale 12 dell'Abetone e del Brennero e raggiunge dopo pochi chilometri Folgaria. Proseguendo in direzione est e supera il passo di Sommo (1343 m s.l.m.), entrando così nella Val d'Astico. Entrata in Veneto, la strada attraversa Lastebasse, Pedemonte, Valdastico, Arsiero, Cogollo del Cengio e Piovene Rocchette.
A questo punto la strada abbandona il fiume Astico, per deviare verso Schio, dove termina innestandosi sulla ex strada statale 46 del Pasubio.

## Storia
Il tratto di strada tra Calliano e Folgaria (località Buse) fu inaugurata nel 1891; il costo fu 200.000 fiorini dell'Impero austro-ungarico.
In seguito al decreto legislativo 2 settembre 1997, n. 320, dal 1º luglio 1998 la gestione del tratto trentino è passata dall'ANAS alla Provincia autonoma di Trento. Quest'ultima ha lasciato la classificazione e la sigla di statale (SS) alla strada, poiché non si tratta di un trasferimento dal demanio dello Stato a quello delle Regioni, ma di una delega in materia di viabilità, e pertanto la titolarità resta sempre in capo allo Stato.
In seguito invece al decreto legislativo 31 marzo 1998, n. 112, dal 1º ottobre 2001 la gestione del tratto veneto è passata dall'ANAS alla regione Veneto, che ha provveduto al trasferimento al demanio della Provincia di Vicenza, che, però, ha ulteriormente delegato le competenze alla società Vi.abilità.